# Гегамян Валерій Арутюнович
Валерій Арутюнович Гегамян (7 квітня 1925 — 11 вересня 2000) — український художник, педагог.

## Біографія
В. А. Гегамян народився 7 квітня 1925 року в селі Гарні у Вірменії.
Навчався в Єреванському художньому училищі. У  1951 році закінчив факультет станкового живопису Єреванського художнього інституту. Був учнем М. Сар'яна.
З 1953 року працював ведучим художником секції монументального живопису комбінату декоративно-прикладного мистецтва при Художньому фонді у Москві. З 1957 року викладав у художніх училищах м. Біробіджан, м. Махачкала.
На початку 1960-х років  переїхав до Одеси, де мешкав  та працював до кінця життя.
У 1965—1986 роках викладав в Одеському державному педагогічному інституті імені К. Д. Ушинського. Був першим деканом першого в Україні художньо-графічного факультету (1965—1968) та  завідувачем кафедри малюнку.
Художник помер 11 вересня 2000 року в м. Одеса.

## Творча діяльність
Відомий як автор монументальних полотен, тематичних циклів та графічних серій, портретів, пейзажів, натюрмортів. Головною темою творчості була доля вірменського народу, природа рідної землі.
Роботи: «Апокаліпсис», диптих «Криваве весілля» (про події у вірменській  історії 1915 року), «Білий лебідь», «Кипариси», «Портрет колекціонера», «Балерина» та ін.
У 2001 році відбулася меморіальна виставка робіт митця в Одеському художньому музеї.
У 2018 році відбулася виставка картин з сімейної колекції майстра в картиній галереї Шоколадний будиночок.
у 2019 році (березень) відбулася виставка художника, під назвою «Вона відчуває себе богинею», в Національному музеї «Київська картинна галерея».
у 2019 році (жовтень) відбулася виставка живопису і графіки майстра, під назвою «Троньє», в галереї #ArtOdessa Одеса, Україна.
у 2020 році відбулася виставка художника, під назвою «Я ТОБІ НЕ ХЛОПЧИК. артЭЙДЖИЗМ», в Національному музеї «Київська картинна галерея».

### Відомі учні
- Ройтбурд Олександр Анатолійович
- Фурлет Анатолій Борисович
- Ликов Сергій
- Покиданець Віктор
- Василь Рябченко та інші.